# Casearia mauritiana
Espèce
Statut de conservation UICN

 CR A1ce, B1+2ce : 
En danger critique
Caesaria mauritania est une espèce de plantes à fleurs de la famille des Salicaceae plantes endémiques de l'île Maurice.
C'est aujourd'hui une espèce menacée à cause de la déforestation.